# Paralepidocephalus
Paralepidocephalus is een geslacht van straalvinnige vissen uit de familie van de modderkruipers (Cobitidae).

## Soorten
- Paralepidocephalus guishanensis (Wu, 1939)
- Paralepidocephalus yui Tchang, 1935